# Marco Ureña
Marcos Danilo „Marco” Ureña Porras (ur. 5 marca 1990 w San José) – kostarykański piłkarz występujący na pozycji napastnika, zawodnik CS Cartaginés. Reprezentant Kostaryki. 
Uczestnik Mistrzostw Świata 2014 i 2018 oraz Copa América 2016.

## Życiorys

### Kariera klubowa
Ureña seniorską karierę rozpoczął w 2007 roku w zespole LD Alajuelense z Primera División de Costa Rica. Jego barwy reprezentował przez 4 lata. W tym czasie wywalczył z nim mistrzostwo faz Invierno i Verano w sezonie 2009/2010 oraz wicemistrzostwo Kostaryki w sezonie 2007/2008, a także Apertura i Clausura w sezonie 2008/2009.
1 marca 2011 przeszedł do rosyjskiego Kubania Krasnodar, kwota odstępnego 300 tys. euro. W Priemjer-Lidze zadebiutował 9 kwietnia 2011 na stadionie Ariena Chimki (Chimki, Rosja) w przegrany 0:1 meczu z Dinamem Moskwa. W 2014 był wypożyczony do duńskiej drużyny FC Midtjylland z Superligaen, następnie 1 stycznia 2015 podpisał z klubem półtoraroczny kontrakt. Następnie był zawodnikiem klubów: Brøndby IF (2016–2017), amerykańskiego San Jose Earthquakes z Major League Soccer (2017), Los Angeles FC (2017–2018, draft), Chicago Fire (2018–2019, bez odstępnego) i LD Alajuelense (2019–2020).
24 marca 2020 podpisał kontrakt z koreańskim klubem Gwangju FC z K League 1.    

### Kariera reprezentacyjna
Był reprezentantem Kostaryki w kategoriach: U-17 i U-20.
W seniorskiej reprezentacji Kostaryki Ureña zadebiutował 13 maja 2009 na stadionie Estadio Polideportivo de Pueblo Nuevo (San Cristóbal, Wenezuela) w zremisowanym 1:1 meczu towarzyskim przeciwko reprezentacji Wenezueli. 16 stycznia 2011 na stadionie Estadio Rommel Fernández (Panama, Panama) w wygranym 2:0 meczu rozgrywek Copa Centroamericana z Gwatemalą strzelił pierwszego gola w drużynie narodowej. 
W 2011 został powołany do kadry na Złoty Puchar CONCACAF. Zagrał na nim w pojedynkach z Kubą (5:0), Salwadorem (1:1), Meksykiem (1:4) i Hondurasem (1:1, 2:4 w rzutach karnych). Z tamtego turnieju Kostaryka odpadła w ćwierćfinale. W fazie grupowej strzelił gola przeciwko Urugwajowi ustalając wynik 3:1
.

## Sukcesy

### Klubowe
FC Midtjylland
- Zwycięzca Superligaen: 2014/2015

### Reprezentacyjne
Kostaryka
- Zdobywca Copa Centroamericana: 2014